# Thorkild Hansen
Thorkild Hansen (ur. 9 stycznia 1927 w Kopenhadze, zm. 4 lutego 1989) – duński pisarz i podróżnik.
Brał udział w wyprawach archeologicznych do Kuwejtu, Ameryki i Afryki. Przedstawił wyniki swoich badań w realistycznych opisach minionych epok i ich bohaterów. Napisał m.in. powieść podróżniczą Arabia Felix (1962, wyd. pol. 1968), biograficzną Jens Munk (1965, wyd. pol. 1982), opublikował dzienniki z podróży Kurs mod solnedgangen (Kurs na zachód słońca, 1982), a także monografię literacką Processen mod Hamsun (Proces przeciwko Hamsunowi, 1978).